# Atari 400
Atari 400 је био кућни рачунар фирме Атари (Atari) који је почео да се производи у САД од 1979. године.
Користио је MOS Technology 6502 као микропроцесор. RAM меморија рачунара је имала капацитет од 8 KB или 16 KB (у новијим моделима). 
Као оперативни систем кориштен је 400/800 OS у ROM-у.

## Детаљни подаци
Детаљнији подаци о рачунару 400 су дати у табели испод.
|                       |                                                                                       |
| [ 1 ]                 |                                                                                       |
| Произвођач            | Атари                                                                                 |
| Тип                   | кућни рачунар                                                                         |
| Меморија              | 8 или 16                                                                              |
| Поријекло             | Сједињене Америчке Државе                                                             |
| Година                | 1979                                                                                  |
| Тастатура             | QWERTY мембранска тастатура, 61 тастер                                                |
| Процесор              |                                                                                       |
| Фреквенција процесора | 1,79                                                                                  |
| RAM                   | 8 или 16                                                                              |
| ROM                   | 10                                                                                    |
| Текст                 | 40 x 25                                                                               |
| Графика               | неколико графичких модова, највише: 320 x 192                                         |
| Боја                  | 16 (свака боја може имати 8 интензитета) = 128 боја највише у најнижем графичком моду |
| Звук                  | 4 гласа, 3.5 октаве                                                                   |
| Димензије             | непознато                                                                             |
| Портови               |                                                                                       |
| Оперативни систем     | 400/800 OS у ROM                                                                      |